# 第15回全日本実業団対抗駅伝競走大会
第15回全日本実業団対抗駅伝競走大会（だい15かい ぜんにほんじつぎょうだんたいこう えきでんきょうそうたいかい）は、1970年12月20日に三重県で開催された全日本実業団対抗駅伝競走大会。

## 概要
マラソン選手の強化育成も兼ねて、距離が99.4kmに延長された。レースは当初全鐘紡が先頭に立つも、3区で旭化成・佐藤市雄が逆転。その後旭化成が首位を守ったが、6区でリッカー・沖田文勝がトップに立ち、2位に電電中国が追う展開となる。そして最終7区、電電中国・小林秀昭がリッカーを逆転して3大会ぶり2回目の優勝を飾った。前回優勝の東洋工業は優勝に絡むことが出来ずに4位に終わった。

## 出場チーム
- 旭化成（8大会連続9回目）
- 岡田タイヤ（初出場）
- 川崎重工業（3大会ぶり2回目）
- クラレ（6大会連続12回目）
- 黒崎窯業（5大会連続6回目）
- 神戸製鋼（15大会連続15回目）
- 小森印刷（2大会連続4回目）
- 新電元工業（4大会連続4回目）
- 新日本製鐵（15大会連続15回目）
- 鈴木自動車（9大会連続9回目）
- 全鐘紡（4大会連続10回目）
- 大昭和製紙（初出場）
- 武田薬品（初出場）
- 帝人（4大会連続8回目）
- 電電近畿（4大会ぶり7回目）
- 電電中国（8大会連続8回目）
- 東急（11大会連続11回目）
- 東洋工業（10大会連続10回目）
- 東洋ベアリング（3大会連続14回目）
- トヨタ自動車（6大会連続6回目）
- 日本電装（2大会ぶり2回目）
- 日立製作所（5大会ぶり3回目）
- リッカー（11大会連続13回目）

## 成績
- 1位：電電中国　5時間59秒
- 2位：旭化成　5時間2分30秒
- 3位：リッカー　5時間2分40秒
- 4位：東洋工業　5時間3分46秒
- 5位：全鐘紡　5時間4分32秒
- 6位：東洋ベアリング　5時間6分45秒
- 7位：新日本製鐵　5時間7分41秒
- 8位：クラレ　5時間9分27秒
- 9位：大昭和製紙　5時間9分51秒
- 10位：東急　5時間9分56秒
- 11位：神戸製鋼　5時間12分36秒
- 12位：鈴木自動車　5時間13分22秒
- 13位：小森印刷　5時間13分25秒
- 14位：黒崎窯業　5時間13分29秒
- 15位：トヨタ自動車　5時15分26秒
- 16位：岡田タイヤ　5時間15分32秒
- 17位：日立製作所　5時間16分23秒
- 18位：武田薬品　5時間17分42秒
- 19位：帝人　5時間18分59秒
- 20位：新電元工業　5時間20分23秒
- 21位：日本電装　5時間25分57秒
- 22位：電電近畿　5時間30分39秒
- 23位：川崎重工　5時間31分16秒

## 区間賞
- 1区（16.26km）：鎌田俊明（全鐘紡）47分49秒
- 2区（8.05km）：三浦信由（東洋ベアリング）23分45秒
- 3区（15.4km）：佐藤市雄（旭化成）45分20秒
- 4区（10km）：神原良（東洋工業）29分49秒
- 5区（10km）：北山吉信（旭化成）30分21秒
- 6区（23.45km）：佐々木敏治（東洋工業）1時間11分25秒
- 7区（16.25km）：黒木章（旭化成）49分1秒